# ژوپیتر

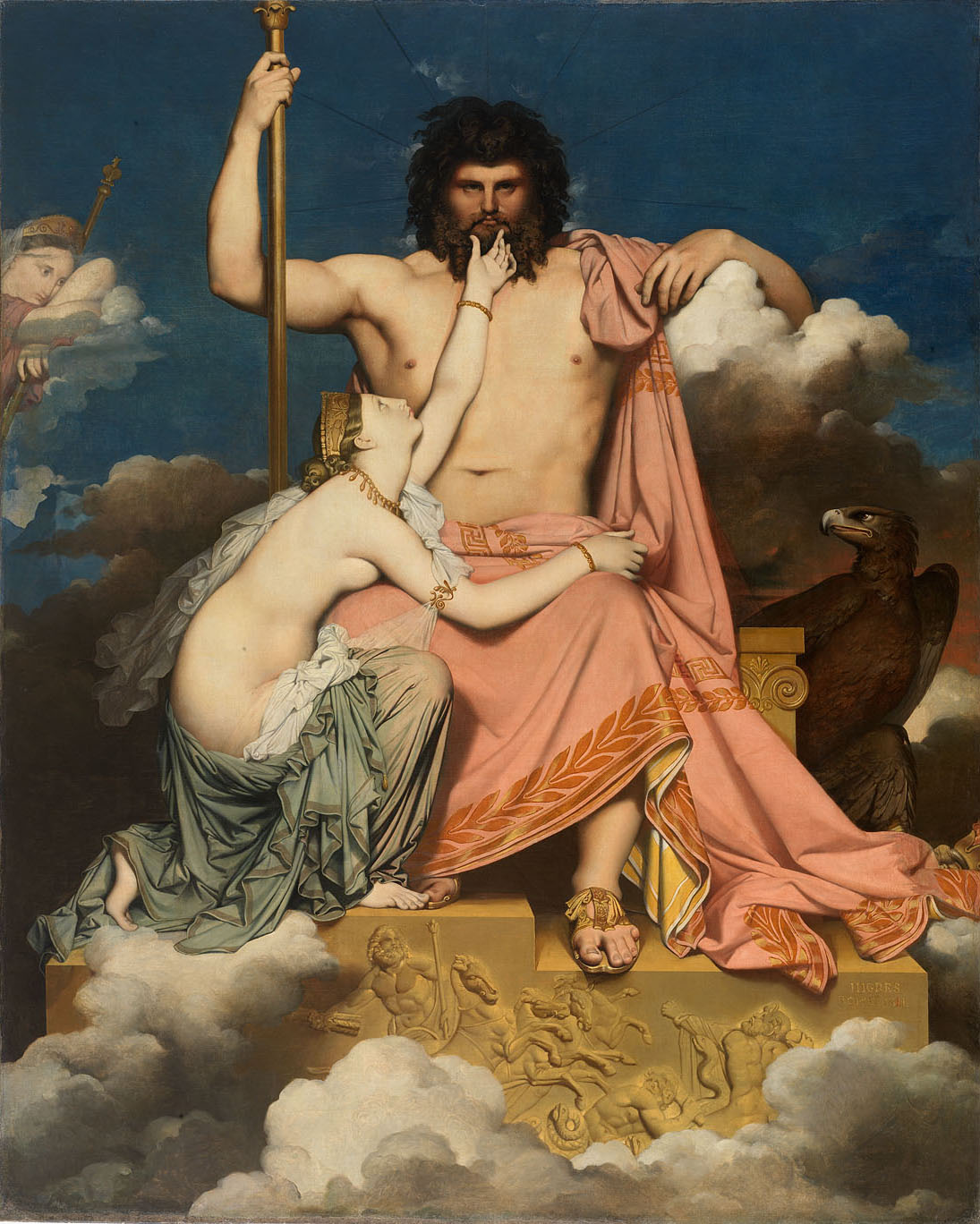
ژوپیتر و تتیس، اثری از ژان اگوست دومینیک انگر، 1818م

ژوپیتر یا ژُو یا ژووه، در اسطوره‌شناسی رومی، خدای خدایان یا پادشاه خدایان و همین‌طور، خدای آسمان و خدای آذرخش‌های آسمانی (خدای رعد) محسوب می‌شود. همسان و معادل او در اسطوره‌شناسی یونانی، زئوس است. او را یوپیتر یا آیوپ پیتر یا دیِزپیتر نیز می‌نامیدند و همچنین از او با عنوان اپتیموس ماگزیموس به معنای «بهترین و بزرگ‌ترین پدرخدا» نیز نام برده‌اند و به عنوان ایزد پشتیبان روم ستوده‌اند، خدایی که فرمانروایی او بر مبنای قوانین و نظم اجتماعی بنا شده بود. او خدایی بود که به همراه خواهر/همسر خود، یونو، بر سه‌گانه کاپیتولین ریاست کرد.
ژوپیتر همچنین پدر مارس (ایزد جنگ) به‌شمار می‌رود و این فرزند از ازدواج او با ژونو متولد شده بود. بر این اساس، ژوپیتر پدربزرگ رموس و رمولوس که بنیانگذاران افسانه‌ای رم بودند، به‌شمار می‌رود. ژوپیتر در دین روم باستان مورد پرستش و احترام قرار داشت و هنوز هم در آیین نئوپاگانیسم رومی، پرستش می‌شد. او همراه با برادران خویش، نپتون و پلوتو، فرزندان ساترن، به‌شمار می‌آمدند. او همچنین برادر/شوهر سرس (دختر ساترن و مادر پروسرپینا)، برادر وریتاس (دختر ساترن) و پدر مرکوری به‌شمار می‌آمد.
این نام‌های رومی، امروزه به‌عنوان اسامی سیاره‌های منظومه شمسی، در زبان انگلیسی کاربرد دارند. ژوپیتر (سیاره مشتری)، مارس (سیاره مریخ)، ساترن (سیاره زحل)، نپتون (سیاره نپتون)، پلوتو (سیاره پلوتو یا پلوتون)، مرکوری (سیاره عطارد).

## نام‌شناسی

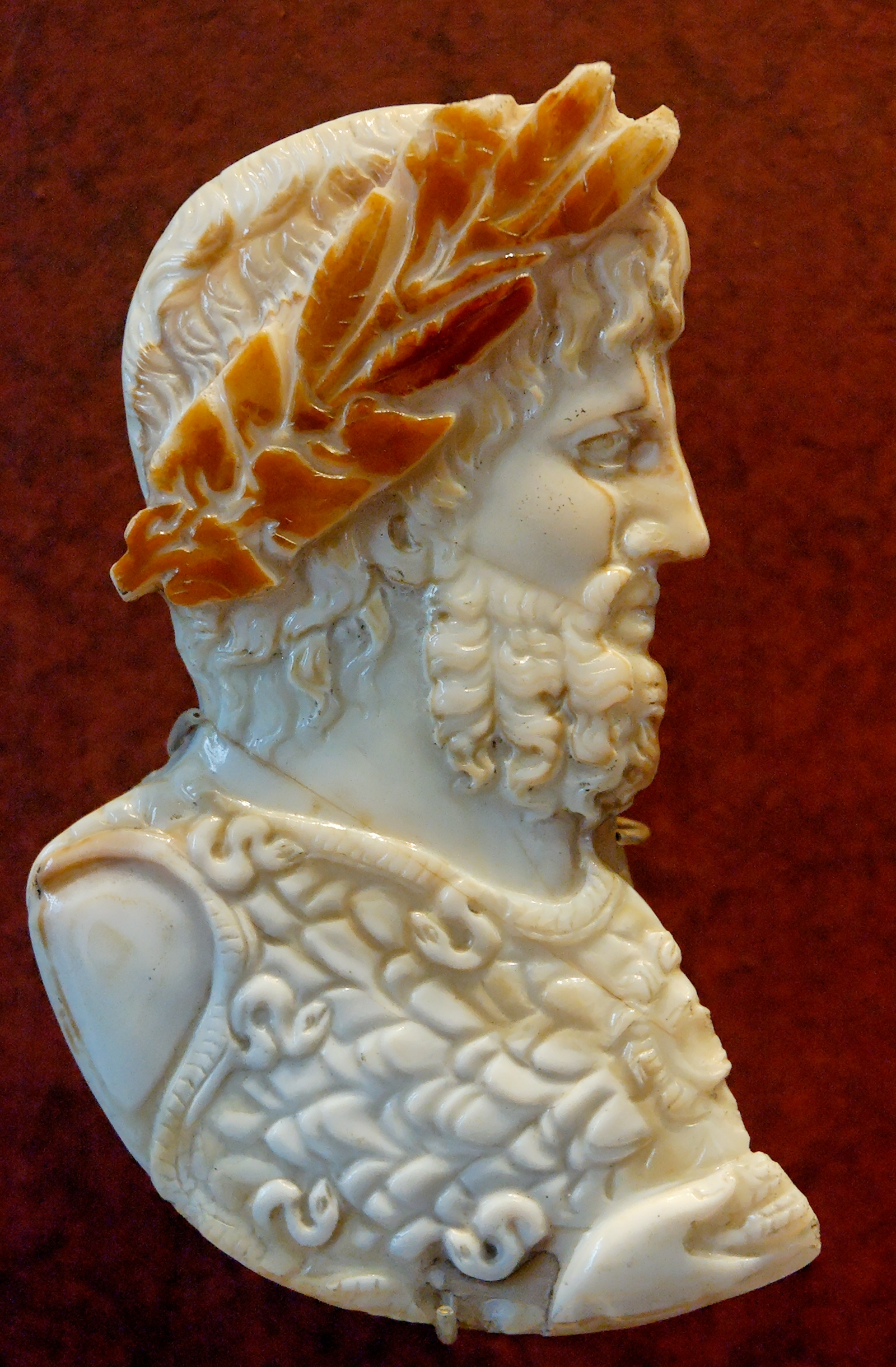
تندیس سر ژوپیتر، که تاجی تزئین شده از برگ و پیچک دارد.

نام ژوپیتر از ریشه نیا-هندواروپایی *dyeu-peter است که بخش نخست آن dyeu همریشه با دیو در فارسی و به معنی ایزد است و بخش دوم peter همریشه و هم‌معنی با پدر و دیو در فارسی است. بر این پایه، ژوپیتر (دیوپدر) به معنای دیو ، پدر ایزدی و پدر آسمانی است.
نام ایزد دیوس پیتا (Dyaus Pita) در سانسکریت و زئوس یونانی نیز از همین ریشه (با معنی دیوپدر) است.

## پیشینه
به هنگام قدرت یافتن روم، ژوپیتر نیز، همپای همتای یونانی خویش، زئوس، به شکوهمندترین جایگاه خویش دست یافت. با این همه ژوپیتر در مقایسه با زئوس از خاستگاهی فروپایه‌تر برخوردار بود و همانند نخستین رومی‌ها از لاتیوم [از شهرهای جنوب غربی رم] منشأ گرفته بود. نیایشگاه ژوپیتر در محلی قرار داشت که اکنون در جنوب شرقی دریاچه آلبانو و در مونته کاوو واقع است و نزدیک محل ایجاد کاخ تابستانی پاپ قرار می‌گیرد. البته اکنون از این پرستشگاه اثری بر جای نمانده و جای آن را زنان راهب و جایگاه فرستنده تلویزیون رم گرفته‌است.
ژوپیتر خدای بزرگ [و خدای خدایان] بود و در گذر زمان به ایزد برتر کنفدراسیون چهل و نه شهر لاتین مبدل گشت و نیایشگاه او جایگاه برگزاری جشن‌های بهاری و خزانی شد. ژوپیتر همان زئوس یونان است که بعدها رومیان او را به این نام خواندند. ژوپیتر رب النوع عاشق پیشه ای بود که از بالای تخت زرین خود در قله کوه اولمپ دنیا را اداره می کرد.

## شرح
ژوپیتر یا ژوه یا یووه، خدای بزرگ و برترین خدا در پانتئون یا مجمع خدایان رم بود. احتمالاً او در اصل، یک خدای اتروسکی بود [اتروسکی‌ها از اقوام کهن ایتالیا به‌شمار می‌آمدند]، اما نام او و جنبه‌های اصلی شخصیتش، شباهت و همسانی بسیار نزدیکی با زئوس یونانی نشان می‌دهد. او خدای آسمان به‌شمار می‌آمد، و در این نقش همان ژوپیتر لوستیوس یا آورندهٔ روشنایی بود و ایامی که ماه در آسمان کامل بود، یعنی ایام ایدس [روزهای مقدس و خجسته در گاهشماری رم باستان]، به او اختصاص داشت. او همچون زئوس با باران و رعد و برق در ارتباط بود و در قدیمی‌ترین پرستشگاه او در رم یک لاپیدس سیالیسس [سنگ سیسیل یا چخماق] بود که باور داشتند شکل سنگ‌شدهٔ آذرخش‌های اوست. در سرتاسر ایتالیا بر قلهٔ مکان‌های مرتفع و در جاهایی که مورد اصابت صاعقه قرار گرفته بود، پرستشگاه‌های برای بزرگداشت او ساخته بودند.

## هیئت‌های مختلف
ژوپیتر در کاپیتول به چند هیئت متفاوت نیایش می‌شد:

### ژوپیتر فرتریوس
ژوپیتر فِرتریوس یا ژوپیتر پیروز، کهن‌ترین هیئت مورد پرستش ژوپیتر بود. می‌گویند رمولوس بعد از شکست سابین، شهریار اکرون، بسیاری از سلاح‌ها و غنایمی را که به دست آورده بود، به معبد ژوپیتر هدیه داد.

### ژوپیتر الیشیوس
ژوپیتر در نقش خدای تندر و صاعقه، ژوپیتر الیسیوس یا ژوپیتر الیشیوش نام داشت. این نام از فعل elicere به معنی جذب کردن و فروکشیدن گرفته شده‌است. ژوپیتر در این هیئت است که آذرخش را از آسمان فرومی‌فرستد و جادوگران با یاری او، تندر را هدایت می‌کنند. از همین دوره‌است که عنوان خدای جل و علا یا همان: Peo Optium (D.O.M) Maximo به وی داده می‌شود. این عنوان [که همان اپتیموس ماگزیموس می‌باشد] بعدها به آیین مسیح نیز راه می‌یابد. پرستش این هیئت از ژوپیتر، کیشی بود که در کوئیرینال رواج داشت و با نیایش ژونو و مینرو همراه بود.

### ژوپیتر استاتور
یکی از پرستشگاه‌های ژوپیتر که بنای آن به رومولوس نسبت داده می‌شد، در جنوب فوروم و جایی که طاق تیتوس در آنجا قرار دارد، بنا شده بود. این پرستشگاه به ژوپیتراستاتور یا ژوپیتر بازدارنده اختصاص داشت و این نام از آنجا منشأ می‌گیرد که ژوپیتر در پاسخ به نیایش رومولوس به درگاه او، رومن‌ها را از فرار در برابر سابین‌ها بازداشت و در این نبرد پیروز شد.

### ژوپیتر لوستیوس
ژوپیتر در نقش خدای آسمان، همان ژوپیتر لوستیوس یا آورندهٔ روشنایی بود و ایامی که ماه در آسمان کامل بود، یعنی ایام ایدس [روزهای مقدس و متبرک در تقویم رم باستان]، به او اختصاص داشت.

### ژوپیتر ژونو و مینرو
ژوپیتر در ترکیب با نقش همسران خویش، یعنی ژونو و مینرو، ژوپیتر ژونو و مینرو نیز نام گرفته‌است.

### ژوپیتر اعظم
ژوپیتر در تحولات نقش خویش و به ویژه در همانندی با زئوس در گذر زمان به ژوپیتر اعظم تبدیل گردید.

## نقش‌های دیگر
ژوپیتر (ژوپیتر) فقط یک الوهیت محافظ و پشتیبان قوم نبود، بلکه حافظ و نگهبان اخلاقیات عمومی و ناظر و ضامن سوگندها، قراردادها، عهدنامه‌های اتحاد و جنگ‌ها بود. همچنین وظایف اخلاقی و دینی شهروندان نسبت به خدایان، کشور و خانواده‌هایشان به او مربوط می‌شد. جشن تقدیس او هر ساله در سیزدهم سپتامبر یعنی همان روزی که کنسول‌های جمهوری رم، رسماً آغاز به کار می‌کردند، برپا می‌شد.
او بعدها به ایزد پشتیبان امپراتوران تبدیل شد و به همین عنوان، در سرتاسر امپراتوری رم مورد پرستش قرار گرفت.

## ژوپیتر در عصر جدید
خیلی جالب است که بدانید ژوپیتر علاوه بر اینکه نام خدای خدایان یا پادشاه خدایان باستان بود، امروزه نامی از آن در صنایع مالی نظیر ارز دیجیتال نیز نقش بسته است. ژوپیتر خدایی که فرمانروایی او بر مبنای قوانین و نظم اجتماعی بنا شده بود، امروزه در عصر جدید به دنیای کریپتو کارنسی (بازار رمز ارزهای دیجیتال) و شبکه بلاکچین راه پیدا کرده است.
ارز دیجیتال JUP، که همچنین به نام hvc ژوپیتر شناخته می‌شود، یک نوع ارز دیجیتال است که در دنیای مالی غیرمتمرکز (DeFi) و در صرافی‌های غیرمتمرکز (DEXs)، به خصوص در محیط بلاک چین، کاربرد دارد. ارز ژوپیتر نقشی کلیدی و حاکمیتی در اداره و تصمیم‌گیری‌های مربوط به پلتفرم ژوپیتر دارد.

## یادداشت ها
1. ↑  With 19th-century additions of drapery، عصای سلطنتی، عقاب وویکتوریا (اساطیر)